# Метропольні та неметропольні графства Англії
Метропольні та неметрополісні графства є одним із чотирьох рівнів підрозділів Англії, які використовуються для цілей місцевого самоврядування за межами Великого Лондона та островів Сіллі . Відповідно до початкової структури, столичні та неметрополісні округи складалися з кількох округів, мали окружну раду, а також були округами для цілей лейтенантів. Пізніші зміни в законодавстві в 1980-х і 1990-х роках призвели до появи округів без окружної ради та округів з «унітарною владою» без округів. Округи для цілей лейтенантів тепер визначаються окремо на основі столичних і неметричних округів.
У 2009 та 2019 роках відбулися подальші структурні зміни в деяких областях, у результаті чого загалом було 83 столичні та неметрополісні округи. Ці 83 округи разом складаються з 283 округів або підрозділів районного рівня, тобто 36 столичних округів і 247 неметричних округів.

## Сучасні столичні та неметропольні графства Англії

Столичні та неметропольні округи Англії (2021–2023)

1. Нортумберленд *
2. Тайн і Вір †
3. Дарем *
4. Камбрія **
5. Ланкашир **
6. Блекпул *
7. Блекберн і Дарвен *
8. Західний Йоркшир †
9. Північний Йоркшир **
10. Дарлінгтон *
11. Стоктон-он-Тіз *
12. Міддлсбро *
13. Гартлпул *
14. Редкар і Клівленд *
15. Йорк *
16. Східний Йоркшир *
17. Кінгстон-апон-Халл *
18. Північний Лінкольншир *
19. Північно-Східний Лінкольншир *
20. Лінкольншир **
21. Ноттінгемшир **
22. Ноттінгем *
23. Південний Йоркшир †
24. Дербішир **
25. Дербі *
26. Великий Манчестер †
27. Мерсісайд †
28. Галтон *
29. Воррінгтон *
30. Західний Чешир і Честер *
31. Східний Чешир *
32. Шропшир *
33. Телфорд і Рекін *
34. Стаффордшир **
35. Сток-он-Трент *
36. Західний Мідлендс †
37. Ворікшир **
38. Лестершир **
39. Лестер *
40. Рутленд *
41. Західний Нортгемптоншир *
42. Північний Нортгемптоншир *
43. Пітерборо *
44. Кембриджшир **
45. Норфолк **
46. Саффолк **
47. Ессекс **
48. Саутенд-он-Сі *
49. Таррек *
50. Хартфордшир **
51. Бедфорд *
52. Центральний Бедфордшир *
53. Лутон *
54. Мілтон-Кінз *
55. Бакінгемшир *
56. Оксфордшир **
57. Глостершир **
58. Вустершир **
59. Герефордшир *
60. Південний Глостершир *
61. Брістоль *
62. Північний Сомерсет *
63. Бат і Північно-Східний Сомерсет *
64. Вілтшир *
65. Свіндон *
66. Беркшир ‡
67. Медвей *
68. Кент **
69. Східний Сассекс **
70. Брайтон і Хоув *
71. Західний Сассекс **
72. Суррей **
73. Гемпшир **
74. Саутгемптон *
75. Портсмут *
76. Острів Вайт *
77. Дорсет *
78. Борнмут, Крайстчерч і Пул *
79. Сомерсет **
80. Девон **
81. Торбей *
82. Плімут *
83. Корнуолл *

### Метропольні графства
Метрополісними округами є Великий Манчестер, Мерсісайд, Південний Йоркшир, Тайн і Вір, Вест-Мідлендс і Західний Йоркшир. Округи зазвичай мають населення від 1,2 до 2,8 мільйонів.
У 1986 році окружні ради було скасовано, але самі повіти все ще законно існують. Вони використовуються для деяких адміністративних і географічних цілей і все ще є церемоніальними округами. Більшість повноважень колишніх графських рад було передано їхнім столичним округам, які тепер фактично є унітарними органами влади; однак деякі функції (такі як екстрені служби, цивільна оборона та громадський транспорт) все ще виконуються спільно на рівні столичного округу.

### Неметропольні округи

#### Графства Шир
Неофіційний термін «графство графства» іноді використовується для позначення дворівневого неметрополійного графства, тобто не столичного графства, яке має більше одного округу. У його назві не обов’язково має бути «шир».
Таких графств 24:
Кембриджшир, Камбрія, Дербішир, Девон, Східний Сассекс, Ессекс, Глостершир, Гемпшир, Хартфордшир, Кент, Ланкашир, Лестершир, Лінкольншир, Норфолк, Північний Йоркшир, Ноттінгемшир, Оксфордшир, Сомерсет, Стаффордшир, Саффолк, Суррей, Уорікшир, Західний Сассекс, Вустершир.
Усі мають окружні ради. Це визначення «графства графства» виключає Беркшир, оскільки в ньому немає ради графства. Округи менш урбанізовані та мають населення від 109 тис. до 1,4 млн. осіб. Згідно з реформами місцевого самоврядування, які набули чинності в 2009 році, кількість таких округів скоротилася. Неметрополісні округи Бедфордшир і Чешир були розділені на два окремих неметрополісних округи, а Корнуолл, графство Дарем, Нортумберленд, Шропшир і Вілтшир стали єдиною владою.

#### Унітарні органи влади
Унітарні органи влади – це території, де є лише одна рада, а всього їх 58.
52 збігаються з неметричними округами, 43 з яких визначаються як округи з єдиною окружною радою і без окружної ради: Бат і Північно-Східний Сомерсет, Бедфорд, Блекберн з Дарвеном, Блекпул, Борнмут, Крайстчерч і Пул, Брайтон і Гоув, Брістоль, Центральний Бедфордшир, Східний Чешир, Західний Чешир і Честер, Дарлінгтон, Дербі, Східний Райдінг Йоркширу, Халтон, Гартлпул, Кінгстон-апон-Халл, Лестер, Лутон, Медвей, Мідлсбро, Мілтон-Кейнс, Північно-Східний Лінкольншир, Північний Лінкольншир, Північний Нортгемптоншир, Північний Сомерсет, Ноттінгем, Пітерборо, Плімут, Портсмут, Редкар і Клівленд, Ратленд, Південний Глостершир, Саутгемптон, Саутенд-он-Сі, Стоктон-он-Тіс, Сток-он-Трент, Суіндон, Телфорд і Рекін, Террок, Торбей, Уоррінгтон, Західний Нортгемптоншир, Йорк. Інші 9 технічно є графствами з окружною радою і без окружних рад, але ефект такий самий: Бакінгемшир, Острів Вайт, Корнуолл, Дорсет, Дарем, Герефордшир, Нортумберленд, Шропшир і Вілтшир
Решта 6 унітарних органів влади (Західний Беркшир, Редінг, Вокінгем, Бракнелл-Форест, Віндзор і Мейденхед, Слау) утворюють Беркшир, однак вони не є неметричними графствами, оскільки неметрополічне графство Беркшир все ще існує, хоча й без ради графства; це унікальна ситуація.

## Винятки в Англії
Закон про місцеве самоврядування 1972 року створив систему столичних і неметричних округів і округів, але спеціально виключив дві частини Англії з нової системи, ситуація, яка існує до теперішнього часу.

### Великий Лондон
Великий Лондон був створений у 1965 році Лондонським урядовим актом 1963 року як адміністративний район sui generis, де Рада Великого Лондона функціонує як місцевий уряд вищого рівня. Він складається з 33 місцевих округів і охоплює територію, яка раніше складалася з Лондонського графства, більшої частини Міддлсекса та частини інших сусідніх адміністративних округів. У 1972 році на цій території не було створено столичних чи неметричних повітів чи округів. Однак у 1986 році рада була скасована разом із радами столичних округів.
У 1994 році Великий Лондон був визначений як один із дев’яти регіонів Англії, у кожному з яких існувала державна установа до їх ліквідації у 2011 році. З 2000 року Великий Лондон має обрану Асамблею та мера, відповідального за стратегічне місцеве самоврядування. В інших восьми регіонах відмовилися від планів створення виборних асамблей (хоча вони мали регіональні палати з обмеженими функціями між 1999 і 2010 роками), залишивши Лондон єдиним регіоном із суперечливою владою.

### Острови Сіллі
Острови Сіллі, як і Великий Лондон, не охоплені системою столичних і неметричних округів. Рада островів Сіллі залишається окружною радою (створеною в 1890 році відповідно до Закону про місцеве самоврядування 1888 року) з повноваженнями ради округу (наданими Указом про острови Сіллі 1930 року) і тому є унітарним органом sui generis . Деякі функції, такі як охорона здоров'я та економічний розвиток, поділяються з Радою Корнуолла, а острови є частиною церемоніального графства Корнуолл.

## Історія
Поточна система столичних і неметрополісних округів набула чинності 1 квітня 1974 року і замінила адміністративні округи та округи, які були скасовані на той час. Великий Лондон було створено в 1965 році згідно з окремим законодавством, яке також призвело до того, що невеликі частини Міддлсекса були передані графствам Суррей і Хартфордшир.
У 1990-х роках був створений новий тип неметрополіальних повітів: унітарна влада, яка поєднує функції та повноваження повіту та округу. Існуючі неметрополісні графства стали називати графствами графства, щоб відрізняти їх від унітарної влади.

### Закон про місцеве самоврядування 1972 року
Наприкінці 1960-х років стало очевидно, що структура місцевого самоврядування в Англії та Уельсі потребує реформування. Лейбористський уряд Гарольда Вільсона створив комісію Редкліффа-Мода для розробки пропозицій щодо реформи оптової торгівлі.
У доповіді пропонується скасувати дворівневу структуру для більшої частини Англії та замінити її системою з 58 унітарних органів влади, яка загалом ігноруватиме попередні адміністративні кордони на користь змін, які мають географічний сенс – повне перекроювання карти. На півдні Ланкаширу, північно-східному Чеширі та в районі Бірмінгема буде 3 метрополії з 20 районними органами влади.
Проти цих пропозицій виступила опозиція Консервативної партії на чолі з Едвардом Хітом. Вони виграли загальні вибори 1970 року та взялися за роботу над визначенням власної схеми. Це скасовувало концепцію унітарної влади (навіть для існуючих округів ) – уся територія Англії та Уельсу мала бути поділена на єдині графства та округи. В Англії новий поділ мав бути здебільшого змодельований на основі існуючих графств із запровадженням досить радикальних реформ, навіть у деяких неметрополісних областях.
Незважаючи на запевнення уряду, що в результаті реформи місцевого самоврядування не очікується, що чиїсь лояльності не зміняться, багато змін викликали значний спротив на місцевому рівні. Більшість радикальних змін було знято. Одним із аспектів, на якому уряд твердо стояв, було злиття малих графств. Кампанії за збереження Ратленда та Герефордшира були невдалими, хоча через особливі географічні обставини острову Вайт було дозволено зберегти окрему раду графства на відміну від об’єднання з його історичним графством Гемпшир.
Закон про місцеве самоврядування був прийнятий у 1972 році, і він визначав англійські графства та столичні округи, але не не столичні округи. Їх встановила межова комісія, яка вже почала роботу.
Столичні округи складалися таким чином:
- Мерсісайд - включаючи Ліверпуль, південно-західний Ланкашир разом із північною частиною півострова Віррал від Чеширу
- Великий Манчестер - міський район Манчестера разом із багатьма навколишніми містами
- Південний Йоркшир - заснований на районі Шеффілд - Ротерхем у Вест-Райдингу графства Йоркшир
- Тайн і Вір — агломерація Тайнсайду, заснована на Ньюкасл-апон-Тайн у Нортумберленді разом із Сандерлендом у графстві Дарем
- Вест-Мідлендс — агломерація Бірмінгема на північному заході Уорікшира, а також Чорна країна в Стаффордширі та Вустерширі та Ковентрі в Уорікширі
- Район Західний Йоркшир – Лідс – Бредфорд у Вест-Райдингу

Іншими суттєвими змінами були:
- Ейвон утворився з північного Сомерсета, південного Глостершира та Брістоля та Бата
- Клівленд утворився з південного Дарема та північної частини Норт-Райдингу, зосередившись на агломерації Тіссайд разом із Гісборо та Гартлпулом
- Камбрія була утворена з Вестморленду, Камберленда та частин Ланкаширу та Йоркширу
- Герефордшир і Вустершир були об'єднані в Херефорд і Вустер
- Хамберсайд утворився зі східного Йоркшира та північного Лінкольнширу
- Хантінгдон і Пітерборо були анексовані Кембриджширом
- Ратленд був об'єднаний з Лестерширом як округ
- Долина Білого Коня, включаючи колишнє графство Беркшир Абінгдон, було передано Оксфордширу, як і територія навколо Воллінгфорда та Дідкота, що тепер становить західну половину округу Південний Оксфордшир
- Борнмут було перенесено з Гемпшира до Дорсета, щоб приєднатися до міста-побратима Пул
- Слау було переміщено з Бакінгемшира до Беркшира, як і Ітон, щоб приєднатися до міста-побратима Віндзора .
- Воррінгтон був переведений з Ланкашира в Чешир
- Ліс Боуленд був перенесений із Вест-Райдингу графства Йоркшир до Ланкаширу

Зміни були прийняті Королівською поштою для цілей поштових адрес, де вони могли, за винятком Герефорда, Вустера та Великого Манчестера. З цією метою Хамберсайд був розділений на Північний Хамберсайд і Південний Хамберсайд.

### Мапа 1974–1996
| Графства Англії з 1974 по 1996 рік | Графства Англії з 1974 по 1996 рік |
| --- | ---------------------------------- |
| 1. Нортумберленд 2. Тайн і Вір 3. Дарем 4. Клівленд 5. Північний Йоркшир 6. Камбрія 7. Ланкашир 8. Мерсісайд 9. Великий Манчестер 10. Західний Йоркшир 11. Південний Йоркшир 12. Хамберсайд 13. Лінкольншир 14. Ноттінгемшир 15. Дербішир 16. Чешир 17. Шропшир 18. Стаффордшир 19. Західний Мідлендс 20. Ворікшир 21. Лестершир 22. Нортгемптоншир 23. Кембриджшир 24. Норфолк 25. Саффолк 26. Ессекс 27. Хартфордшир 28. Бедфордшир 29. Бакінгемшир 30. Оксфордшир 31. Глостершир 32. Герефорд і Вустер 33. Ейвон 34. Вілтшир 35. Беркшир 36. Великий Лондон 37. Кент 38. Східний Сассекс 39. Західний Сассекс 40. Суррей 41. Гемпшир 42. Острів Вайт 43. Дорсет 44. Сомерсет 45. Девон 46. Корнуолл |                                    |

### Скасування столичних графських управ
У 1986 році ради столичних округів і Рада Великого Лондона були скасовані урядом Маргарет Тетчер після суперечок із центральним урядом, але самі округи залишалися юридично існувати.

### Закон про місцеве самоврядування 1992 року
1990-ті роки призвели до відновлення округів під новою назвою, унітарних органів влади, що радикально змінило адміністративну карту Англії. Зміни проводилися в кілька хвиль.
1 квітня 1995 року острів Уайт став єдиною унітарною владою. Раніше він мав дворівневу структуру з радою округу Айл-оф-Вайт, радою району Медіна та радою району Саут-Вайт. Також у цей день дві невеликі території від графства Суррей і Бакінгемшир були передані Беркширу, що дало йому кордон із Великим Лондоном.
1 квітня 1996 р. непопулярний  графства Ейвон, Хамберсайд і Клівленд були скасовані, а їхня колишня територія поділена на унітарні округи. Також у цей час місто Йорк було розширено та відділено від Північного Йоркширу.
1 квітня 1997 року округи Борнмут, Дарлінгтон, Дербі, Лестер, Лутон, Мілтон-Кейнс, Пул, Портсмут, Ратленд, Саутгемптон, Сток-он-Трент і Свіндон (на основі колишнього району Темсдаун) стали унітарними органами влади. Крім того, округи Брайтон і Гоув були об'єднані, щоб сформувати нову унітарну владу Брайтона і Гоува.

## Структурні зміни 2009 року
У квітні 2009 року були внесені такі зміни до неметрополійних округів:
| Неметропольний округ    | Дія                                |
| ----------------------- | ---------------------------------- |
| Район Бедфорд           | Округ став неметрополійним повітом |
| Бедфордшир              | Скасовано                          |
| Центральний Бедфордшир  | Новий не столичний округ           |
| Чешир                   | Скасовано                          |
| Східний Чешир           | Новий не столичний округ           |
| Західний Чешир і Честер | Новий не столичний округ           |

Результатом цього стало те, що Бедфордшир і Чешир стали церемоніальними графствами, які не відповідають однойменному не столичному графству.

## Зміни 2019–2023 років
З 2019 року внесено такі зміни до неметричних округів:
| Неметропольний округ      | Дія | Дата            |
| ------------------------- | --- | --------------- |
| Борнмут                   | Скасовано | 1 квітня 2019 р |
| Пул                       | Скасовано | 1 квітня 2019 р |
| Борнмут, Крайстчерч і Пул | Нова унітарна область влади, утворена шляхом злиття трьох округів | 1 квітня 2019 р |
| Дорсет                    | Один округ скасовано та поглинено новими Борнмутом, Крайстчерчем та Пулом; всі інші скасовані, а їхні повноваження набули неметрополійні округи (таким чином ставши унітарною владою) | 1 квітня 2019 р |
| Сомерсет                  | Об’єдналися два райони | 1 квітня 2019 р |
| Саффолк                   | Злилися дві пари районів | 1 квітня 2019 р |
| Бакінгемшир               | Усі округи скасовано, а їхні повноваження передано неметрополійному округу (таким чином ставши унітарною владою)                                                                      | 1 квітня 2020 р |
| Нортгемптоншир            | Скасовано разом з усіма його округами | 1 квітня 2021 р |
| Північний Нортгемптоншир  | Нова унітарна область влади, утворена шляхом злиття чотирьох округів | 1 квітня 2021 р |
| Західний Нортгемптоншир   | Нова унітарна область влади, утворена шляхом злиття трьох округів | 1 квітня 2021 р |

Наступні зміни були внесені законодавством, але ще не повністю імплементовані:
| Неметропольний округ  | Дія | Дата впровадження |
| --------------------- | --- | ----------------- |
| Камбрія               | Скасувати разом з усіма округами                                                                                             | квітень 2023 р    |
| Камберленд            | Нова унітарна область влади, утворена шляхом злиття трьох округів                                                            | квітень 2023 р    |
| Вестморленд і Фернесс | Нова унітарна область влади, утворена шляхом злиття трьох округів                                                            | квітень 2023 р    |
| Північний Йоркшир     | Усі округи будуть скасовані, а їхні повноваження будуть передані округу, що не є метрополією (що стане унітарною територією) | квітень 2023 р    |
| Сомерсет              | Усі округи будуть скасовані, а їхні повноваження будуть передані округу, що не є метрополією (що стане унітарною територією) | квітень 2023 р    |